# Eleições legislativas portuguesas de 1918
As eleições legislativas portuguesas de 1918 foram realizadas no dia 28 de abril, sendo eleitos os 155 deputados da Câmara dos Deputados e 49 senadores do Senado. Os deputados foram eleitos em círculos com listas plurinominais e uninominais. O Senado tinha 77 membros, dos quais 28 foram nomeados por corporações económicas e sociais.
Foram as únicas eleições gerais durante o governo de Sidónio Pais; os partidos tradicionais republicanos (Partido Republicano Português, Partido Republicano Evolucionista e Partido da União Republicana) não participaram.
Na mesma data realizaram-se eleições presidenciais, as únicas diretas da Primeira República.
O novo parlamento iniciou a sessão em 15 de julho de 1918 e manteve-se em funções até à sua dissolução em 20 de fevereiro de 1919.

## Resultados
| Partido                 | Partido                      | Votos   | %     | +/-         | Deputados   | +/-         | Senadores   | +/-     |
| ----------------------- | ---------------------------- | ------- | ----- | ----------- | ----------- | ----------- | ----------- | ------- |
|                         | Partido Nacional Republicano |         | 70,0  | Novo        | 108 / 155   | Novo        | 32 / 73     | Novo    |
|                         | Causa Monárquica             |         | 24,0  | Novo        | 37 / 155    | Novo        | 10 / 73     | Novo    |
|                         | Centro Católico Português    |         | 6,0   |             | 5 / 155     | 4           | 1 / 73      | Estável |
|                         | Independentes e Outros       |         | 6,0   |             | 5 / 155     | 8           | 30 / 73     | 27      |
| Total                   | Total                        | 900 000 | 100   |             | 155         | 8           | 73          | 4       |
| Eleitorado/Participação | Eleitorado/Participação      | 324 000 | 36,0  | 23,9        |             |             |             |         |
| Fonte                   | Fonte                        | Fonte   | Fonte | [ 2 ] [ 3 ] | [ 2 ] [ 3 ] | [ 2 ] [ 3 ] | [ 2 ] [ 3 ] |         |